# Nicholas Brooks (artiste d'effets spéciaux)
Pour le médiéviste, voir Nicholas Brooks (historien).
Nicholas Brooks (né le 20 mai 1964 à Londres) est un artiste britannique spécialiste des effets visuels pour le cinéma. 
Il remporte un Oscar en 1999 pour les effets spéciaux du film Au-delà de nos rêves de Vincent Ward, en collaboration avec Joel Hynek, Stuart Robertson et Kevin Mack.

## Filmographie partielle
- 1993 : Beaucoup de bruit pour rien
- 1998 : Au-delà de nos rêves
- 2005 : Mr. et Mrs. Smith : consultant effets spéciaux
- 2011 : Millénium : Les Hommes qui n'aimaient pas les femmes
- 2011 : Les Immortels
- 2013 : Insaisissables
- 2014 : Lucy :  supervision des effets spéciaux

## Nominations et récompenses
- Oscar des meilleurs effets visuels en 1999
- Prix Pixel INA Imagina en 1999[2]
- Emmy Awards en 2004
- Nommé pour les Saturn Awards en 1999